# Teucholabis (Teucholabis) volentis
Teucholabis (Teucholabis) volentis is een tweevleugelige uit de familie steltmuggen (Limoniidae). De soort komt voor in het Neotropisch gebied.